# 디아조디니트로페놀
디아조디니트로페놀(diazodinitrophenol, 약자 DDNP, 화학식 C6H2N4O5)은 폭약의 하나이다. 피크린산을 디아조화 해서 얻어진다. 황색의 분말로, 녹는점을 나타내지 않고, 섭씨 180도 부근에서 분해 폭발한다. 물에는 불용, 아세톤에 녹으며, 빛에 의해 빨갛게 변한다. 공업용 뇌관의 기폭약으로 넓게 쓰인다.